# Portrait d'une noble dame
Le Portrait d'une noble dame – en italien Ritratto di gentildonna con cane – est un tableau réalisé vers 1589 par la peintre italienne Lavinia Fontana. De format vertical, cette huile sur toile est un portrait sur fond noir d'une jeune femme en robe rouge caressant un petit chien d'une main tandis que de l'autre elle tient un accessoire de mode fait de la peau d'une marte. Il s'agit probablement du portrait de mariage d'une dame de la noblesse bolonaise qui demeure encore non identifée, peut-être Livia de' Medici Bandini. Don de Wallace et Wilhelmina Holladay, l'œuvre est conservée au National Museum of Women in the Arts, à Washington, aux États-Unis.

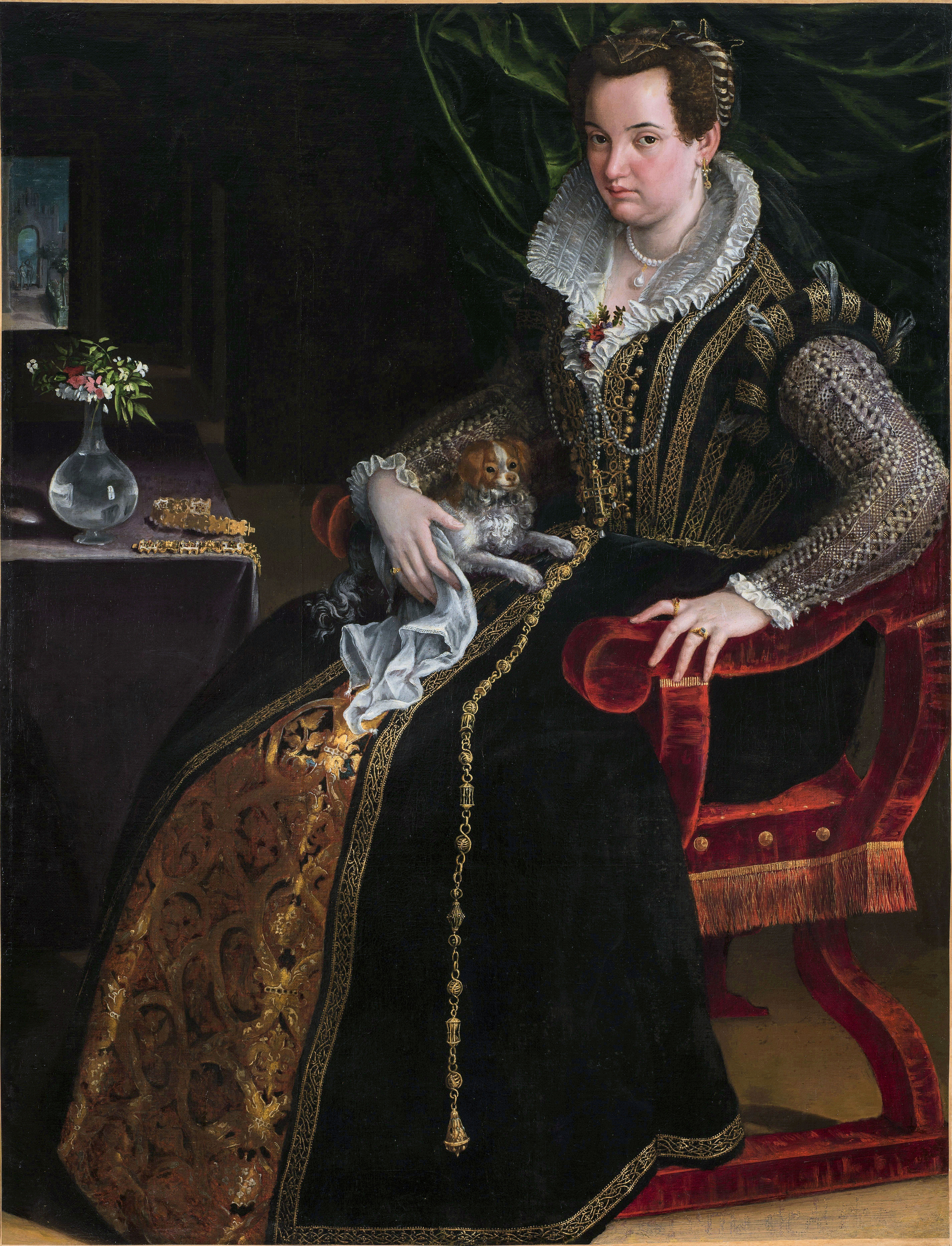
Portrait de Costanza Alidosi par Lavinia Fontana, vers 1594 – National Museum of Women in the Arts, Washington.
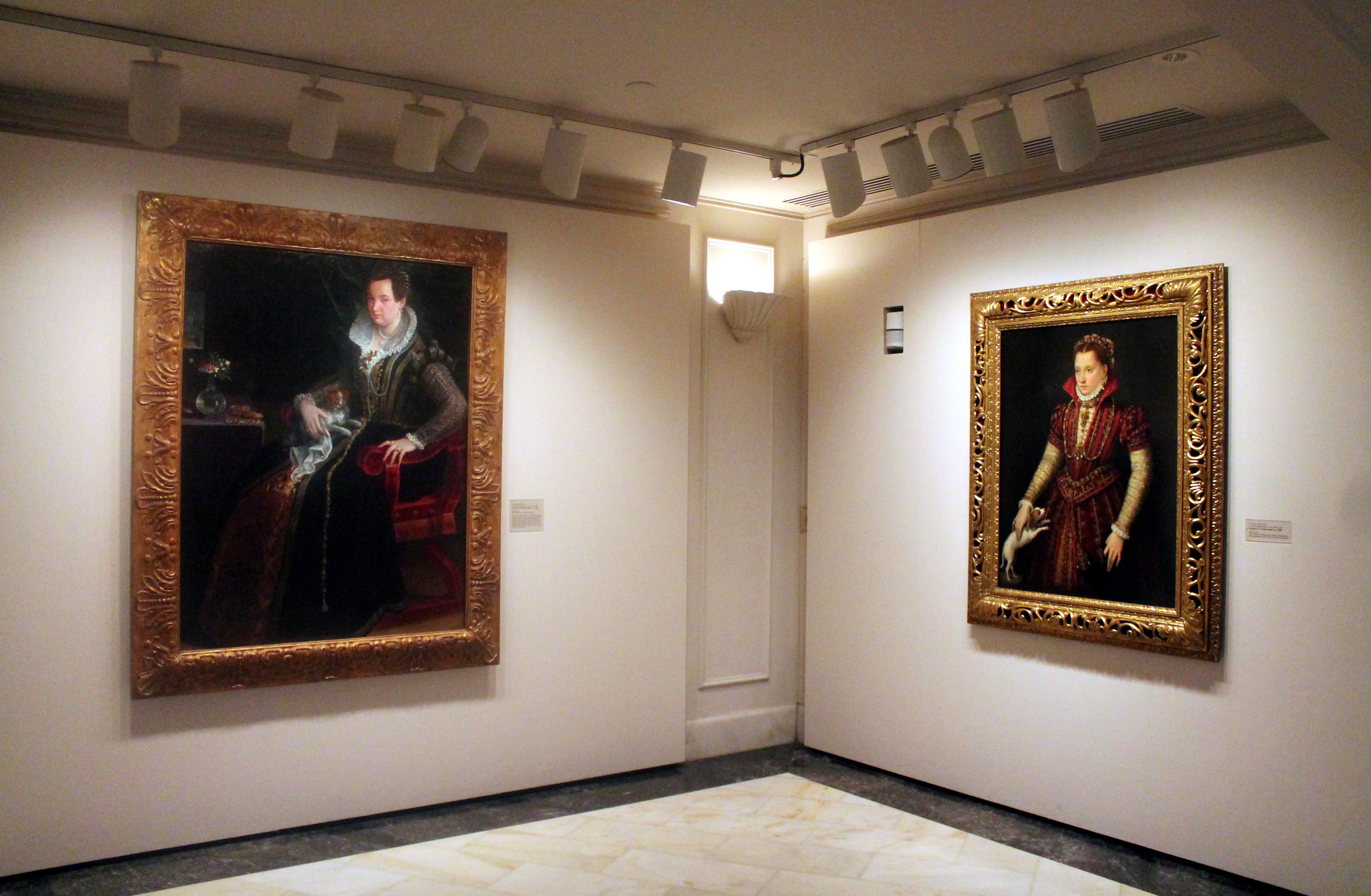
Le Portrait de Costanza Alidosi et le Portrait d'une noble dame accrochés au National Museum of Women in the Arts.